# Квебекская конференция (1864)
Квебекская Конференция — конференция, проходившая в Квебеке с 10 по 24 октября 1864 года, для обсуждения проекта Канадской конфедерации. Конференция была проведена в условиях изменения политической ситуации, когда отношения между Великобританией и Соединенными Штатами достигли максимальной напряжённости. Цель конференции заключалась в разработке политики, связанной с федерализмом и созданием единого государства, что обсуждалось на конференции в Шарлоттауне месяцем ранее. Премьер провинции Канада Джон Александр Макдональд попросил генерал-губернатора Канады Чарльза Монка пригласить всех представителей трех приморских провинций и Ньюфаундленда встретиться с кандидатами, которые приняли решение об образовании Объединенной Канады в октябре 1864 года. Несмотря на то, что Ньюфаундленд направил двух наблюдателей, он не принимал непосредственного участия в конференции.

## Конференция

### Предпосылки
Шарлоттаунская конференция, состоявшаяся в сентябре 1864 года стала важной встречей, которая определила, что будет обсуждаться на Квебекской конференции. В ходе конференции канадцы поддержали вариант конфедерации, так как в ходе дискуссий было принято единое решение об объединении провинций под названием «Канада». Делегат от Провинции Канады Макдональд начал искать союзников, которые позволили бы ему занимать более доминирующую и влиятельную роль на Конференции в Квебеке. Одним из ключевых заключенных на Конференции в Шарлоттауне альянсов, который будет проявлять себя на Квебекской конференции, стал альянс между делегатами приморских провинций и Макдональдом, поскольку они считали его менее жёстким, чем другого чиновника провинции Канады, Джорджа Брауна.
В пятый, последний день конференции, стало ясно, что вторая часть соглашения Конфедерации почти завершена в создании Конфедерации. Приморские политики, однако, с трудом соглашались и принимали детали предложения канадцев. 10 сентября 1864 года в Галифаксе три дня спустя они составили план проведения следующей конференции в Квебеке для завершения переговоров, которые велись в течение последних нескольких дней. Они составили свои планы для Квебекской конференции, где они сосредоточились бы на конфедерации Британской Северной Америки. Они[кто?] также согласились пригласить делегацию из Ньюфаундленда, поскольку они не участвовали в переговорах в Шарлоттауне. В период между двумя сессиями члены Шарлоттаунской конференции составили перечень резолюций, которые будут приняты на Конференции в Квебеке и в которых предлагалось создать новый союз. Они должны были стать «72 резолюциями».

## Результат
В целом результат был достаточно компромиссным, так как для каждой провинции планировалось иметь свой собственный законодательный орган, а полномочия правительства были разделены между федеральным и провинциальными правительствами. было принято решение разместить центральный административный район в Оттаве. На Шарлоттаунской конференции делегаты подтвердили ранее достигнутое соглашение о том, что в центральном правительстве будет нижняя палата, основанная на численности населения, и верхняя, отражающая провинциальное представительство. Отдельные регионы Онтарио, Квебек и три приморские провинции будут иметь по 24 места в палате. Фактический Канада включила в себя часть британской унитарной системы и американской федеральной системы. К концу конференции были составлены «72 резолюции», в которых не содержалось никаких демократических принципов. Эти резолюции не гарантировали защиту прав французских канадцев и в значительной степени исключали их в других частях законодательства.
Христианская вера была хорошо защищена, поскольку как католикам, так и протестантским меньшинствам Канады были предоставлены равные права и особые привилегии во всём, что связано с образованием. Такие резолюции получили широкое одобрение и поддержку со стороны колониального управления. В Нижней Канаде только реформаторы выступали против этих резолюций. В Новой Шотландии необходимо было оказать давление, чтобы добиться принятия этих резолюций законодательным путем. Помимо этого, федеральное правительство получило значительные полномочия в отношении провинций, что было продемонстрировано под властью запрета, что давало федеральному правительству право отвергать законы провинций, которые они не одобряли. В итоге конференции были рассмотрены и другие провинции, включая Ньюфаундленд, Британскую Колумбию и «Северо-Западную Территорию», чтобы в итоге позже войти в Канаду на равноправных условиях. Несмотря на то, что Квебекская конференция значительно изменила британское политическое влияние в Канаде, Британская корона сохранила свои позиции главы правительства, а также протектора и главы исполнительной власти.

## 72 резолюции
Резолюции были в значительной степени всеобъемлющими. В первых нескольких резолюциях указывалось, что правительство должно обеспечить завершение строительства межколониальной железной дороги от Ривьер-дю-Лу через Нью-Брансуик до Труро в Новой Шотландии. Делегаты из Новой Шотландии также признали, что строительство железной дороги с полной финансовой поддержкой центрального правительства было ключевым моментом в принятии решения о поддержке центрального правительства в Мариату. Механизмы, предложенные Александром Галтом с точки зрения финансов, в основном сосредоточенные на существующих долгах различных колоний, должны быть разделены и распределены. В некоторых заключительных постановлениях говорится, что Королева обладает значительной властью в ходе судебных разбирательств, поскольку в Резолюции 71 подчеркивается, что Королеву необходимо просить определить ранг и название федеральных провинций. Резолюция 60 устанавливает, что центральное правительство должно решать проблему долгов всех провинций и содействовать выплатам всем вовлеченным сторонам.
Квебекские резолюции получали все большую поддержку со стороны колониальной администрации, при этом единственной оппозиционной группой были нижнеканадские реформаторы, не вошедшие в коалицию. Как в Новой Шотландии, так и в Нью-Брансуике необходимо было оказать значительное давление, чтобы сформулировать и принять законодательные акты. Остров Принца Эдуарда присоединился к новообразованной объединенной Канаде только примерно в 1873 г.. 72 Резолюции оказали значительное влияние на Конституционный акт 1867 года, как будет обсуждаться в следующем разделе, и мало что было изменено или изменено в резолюциях, когда они были приняты в Лондоне.

## Делегаты
| - Джордж Браун - Александр Кэмпбелл - Жорж Этьенн Картье - Жан-Шарль Шапе - Джеймс Коберн - Александр Тилло-Галт - Эктор-Луи Ланжевен - Джон Александр Макдональд - Уильям Макдугалл - Томас Д’арси Макги - Оливер Моуат - Этьен-Паскаль Таше | - Эдвард Чендлер - Чарльз Фишер - Джон Гамильтон Грей - Джон Мерсер Джонсон - Питер Митчелл - Уильям Генри Стивс - Сэмюэл Тилли - Адамс Джордж Арчибальд - Роберт Барри Дикки - Уильям Александр Генри - Джонатан Маккалли - Чарльз Таппер - Джон Уильям Ритчи - Джозеф Хау | - Джордж Коулс - Джон Гамильтон Грей - Томас Хэвиленд - Эндрю Арчибальд Макдональд - Эдвард Палмер - Уильям Генри Поуп - Эдвард Уэлан - Фредерик Картер - Эмброуз Ши |